# Anna Novotná
Anna Novotná (* 24. července 1959, Vysoké Mýto) je česká redaktorka a publicistka.
Vystudovala Filosofickou fakultu UK, obor čeština a psychologie. Po studiu pracovala jako redaktorka v nakladatelstvích, publikovala v časopisech a novinách zabývajících se kulturou a pracovala v divadle. Po roce 1989 se stala nezávislou publicistkou a redaktorkou.
Několik let studovala v anglickém městě Stratford-upon-Avon, kde zároveň učila češtinu. Několik let žila v Kolumbii.
Když se jí narodily děti, napsala knihy „pro děti a rodiče“ o opeře, divadlu a baletu.

## Dílo
- W. A. Mozart – Moji Pražané mi rozumějí (2005)
- Opera nás baví (2005)
- Divadlo nás baví - První kniha o činohře pro děti i rodiče (2008)
- Kdo jinému jámu kopá (2013)
- Poklad na ostrově (2013)
- Kdo se směje naposled - Druhý lehko i vážný slovník přirovnání, pořekadel a přísloví (2016)
- Praha v legendách (2016)
- Banán: Podivuhodná cesta Bruna Banána z plantáže až do koše (2018)
- Pytlík a flaška (2019)
- Skladatelník - 55 hudebních géniů a co o nich vědět (2021)
- Aby po nás něco zůstalo: Zpověď novodobých zámeckých pánů (2021), fotografie Kateřina Sýsová